# Grand Prix Pino Cerami 1978
Il Grand Prix Pino Cerami 1978, quindicesima edizione della corsa, si svolse il 6 aprile su un percorso con partenza e arrivo a Wasmuel. Fu vinto dall'olandese Gerrie Knetemann della Ti-Raleigh-Mc Gregor davanti al britannico Barry Hoban e al belga Wilfried Wesemael.

## Ordine d'arrivo (Top 10)
| Pos. | Corridore         | Squadra                    | Tempo    |
| ---- | ----------------- | -------------------------- | -------- |
| 1    | Gerrie Knetemann  | Ti-Raleigh-Mc Gregor       | 5h46'00" |
| 2    | Barry Hoban       | Miko-Mercier-Hutchinson    | a 25"    |
| 3    | Wilfried Wesemael | Ti-Raleigh-Mc Gregor       | a 55"    |
| 4    | Rudy Pevenage     | Ijsboerke-Gios             | s.t.     |
| 5    | Frans Verhaegen   | Marc Zeepcentrale- Superia | s.t.     |
| 6    | Pierre Sonnet     | Zoppas-Zeus-Ruch Or        | s.t.     |
| 7    | Eddy Verstraeten  | Zoppas-Zeus-Ruch Or        | s.t.     |
| 8    | Herman Beysens    | Flandria-Velda-Lano        | a 1'15"  |
| 9    | Willem Peeters    | Ijsboerke-Gios             | a 2'05"  |
| 10   | Willy Teirlinck   | Renault-Gitane             | a 0"     |